# Villers-la-Chèvre
Villers-la-Chèvre [vilɛʁ la ʃɛvʁ] (luxemburgisch: Geesswëller) ist eine französische Gemeinde mit 568 Einwohnern (Stand 1. Januar 2022) im Département Meurthe-et-Moselle in der Region Grand Est. Sie gehört zum Arrondissement Val-de-Briey und zum Gemeindeverband Terre Lorraine du Longuyonnais.

## Geografie
Die Gemeinde Villers-la-Chèvre liegt nahe dem Dreiländereck Frankreich-Belgien-Luxemburg, etwa sechs Kilometer westsüdwestlich von Longwy. Das Gemeindegebiet erstreckt sich auf einem wenig gegliederten Plateau nördlich des tief einschneidenden Chierstales. Nachbargemeinden von Villers-la-Chèvre sind Cosnes-et-Romain im Norden, Lexy im Osten, Cons-la-Grandville im Süden und Südwesten, Montigny-sur-Chiers im Südwesten sowie Fresnois-la-Montagne im Westen.

## Geschichte
Der Name des Ortes entwickelte sich von Villers-la-Chièvres 1304 über Villers-la-Chepvre im Jahr 1613 zum heutigen Villers-la-Chèvre. Man nimmt an, dass Chèvre (deutsch Ziege) eine Verformung des Flussnamens Chiers ist, der südlich des Ortes fließt.
Im 14. Jahrhundert unterstellten die Herren von Cons das Dorf dem Loi de Beaumont („Gesetz von Beaumont“), das vielen Orten im Nordosten Frankreichs, im Süden Belgiens und in Luxemburg ermöglichte, eigene Magistrate zu wählen.
Graf Jean de Lambertye wurde durch die Heirat mit Marguerite de Custine Baron in Cons-la-Grandville und 1641 Vasall des Königs von Frankreich und 1660 der Herzöge von Lothringen (1660).
Während der Zeit des Ancien Régime war die Pfarrei Villers Teil des Dekanats in Bazailles, 15 Kilometer südöstlich von Villers-la-Chèvre.

### Bevölkerungsentwicklung
| Jahr      | 1962 | 1968 | 1975 | 1982 | 1990 | 1999 | 2006 | 2014 | 2022 |
| Einwohner | 170  | 179  | 188  | 284  | 389  | 488  | 533  | 568  | 568  |

Im Jahr 1962 wurde mit 170 Bewohnern die bisher geringste Einwohnerzahl ermittelt. Die Zahlen basieren auf den Daten von cassini.ehess und INSEE.

## Sehenswürdigkeiten

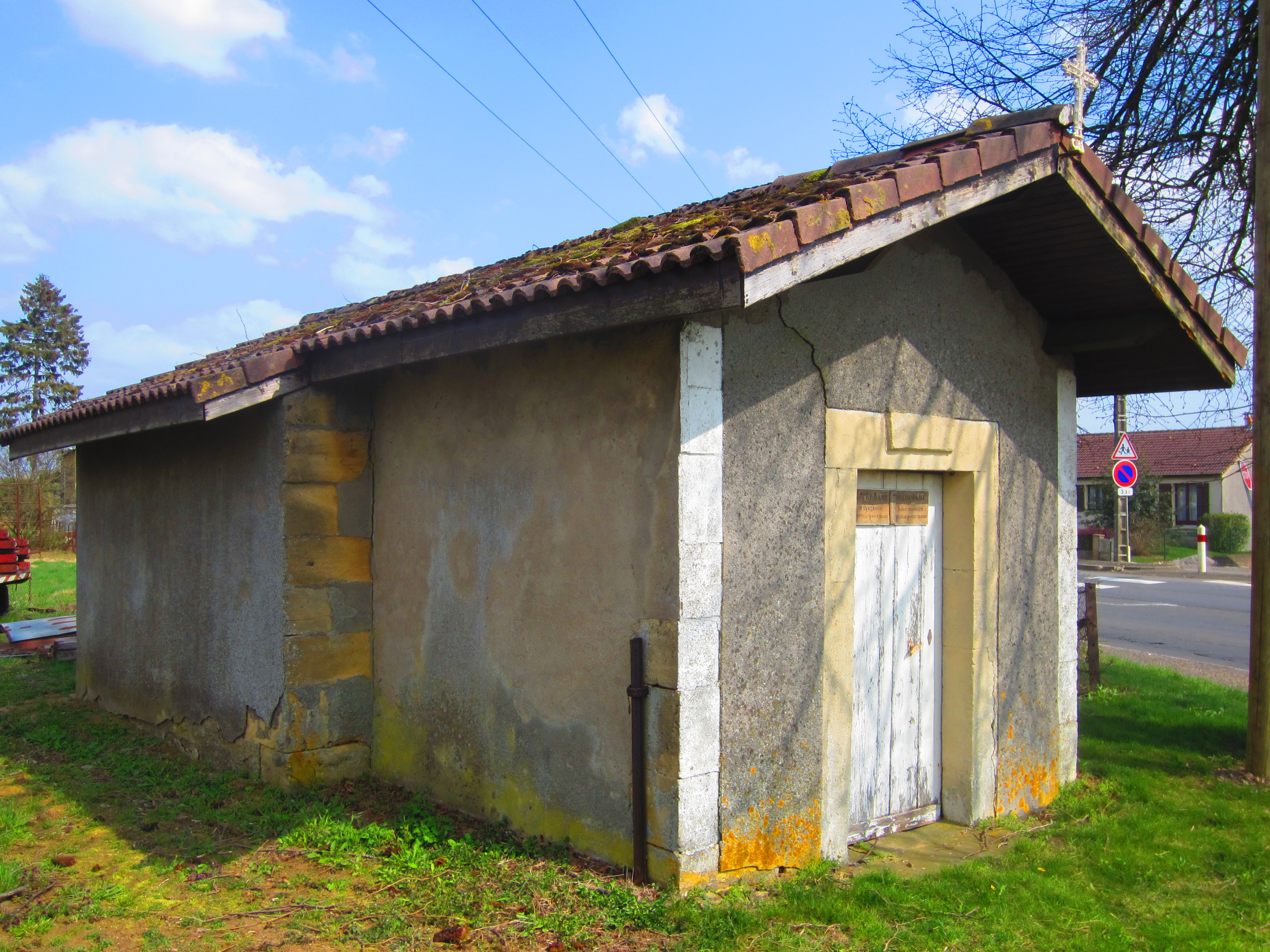
Kapelle Notre-Dame-de-Bonsecours

- Pfarrkirche Saint-Étienne-Saint-Michel (St. Stefan und St. Michael), ursprünglich aus dem 13. Jahrhundert, 1741 nach Zerstörungen wieder aufgebaut, 1832 bis 1836 neuer Glockenturm, Sakristei ebenfalls aus dem 19. Jahrhundert
- Kapelle Notre-Dame-de-Bonsecours (Mariahcassini.ehess.fr/fr/html/fiche.php?select_resultat=40483ilf) aus dem 19. Jahrhundert, auch Notre-Dame-des Voyageurs genannt
- Lavoir aus dem Jahr 1778

## Partnerschaft
Seit 2008 besteht eine Partnerschaft mit der westirischen Gemeinde Foxford.

## Wirtschaft und Infrastruktur
In der Gemeinde sind noch fünf Landwirtschaftsbetriebe ansässig (Getreideanbau, Milchviehhaltung). Darüber hinaus pendeln viele Bewohner in die nahegelegenen Gewerbegebiete um Longwy oder nach Luxemburg.
Durch Villers-la-Chèvre führt die Nationalstraße N 18 als Teil der Europastraße 44 von Le Havre nach Luxemburg. Der nächste Bahnhof befindet sich im sechs Kilometer entfernten Longwy mit Bahnverbindungen nach Nancy, Luxemburg, Charleville-Mézières, Metz und Thionville.